# Carlo Nicoli Manfredi

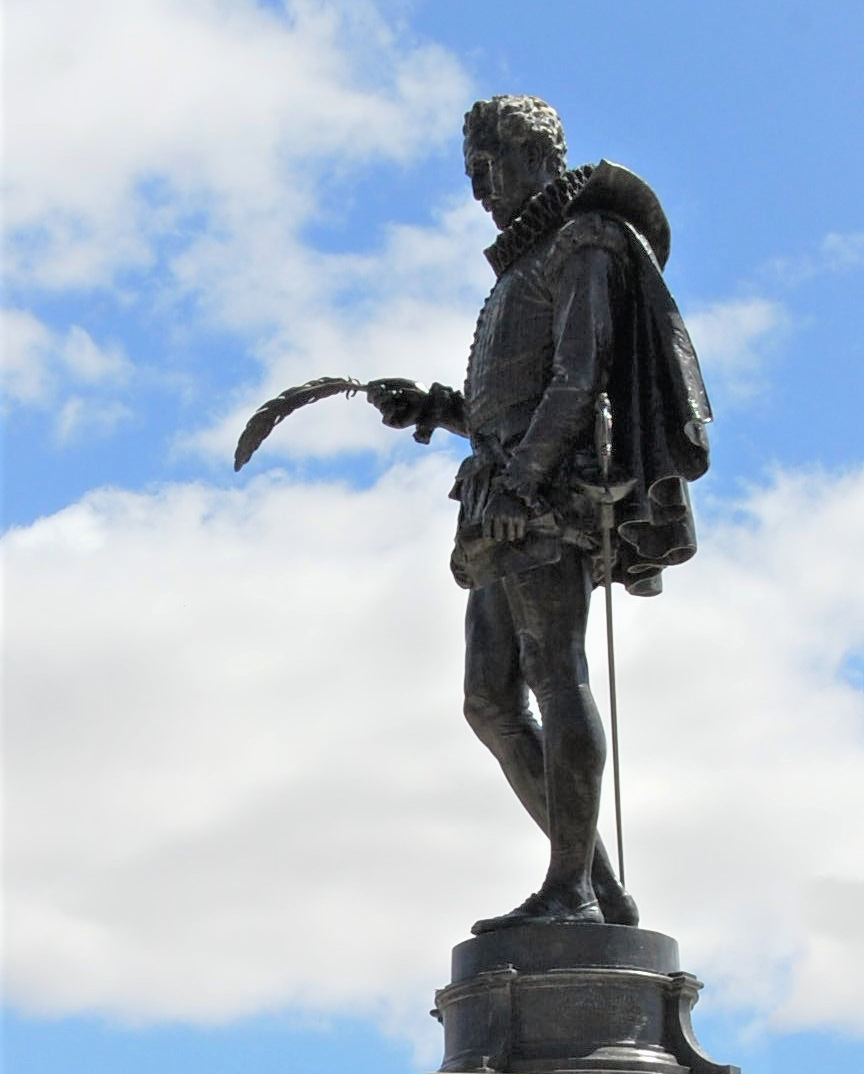
Estàtua a Cervantes, a Alcalá de Henares.

Carlo Nicoli Manfredi (Carrara, 4 d'octubre de 1843 - Belvedere di Avenza, frazione de Carrara, 2 de novembre de 1915) va ser un escultor italià.
És possible que fos fill de Pietro Nicoli, el cap d'una família d'escultors. Carlo era germà de Silvio Nicoli Manfredi, també escultor. Els tres treballaren fent obres a Espanya. Cap a la dècada dels anys 70 del segle xix es troba instal·lat a Espanya, i actiu a Catalunya cap als anys 80. Carlo fou deixeble de Giovanni Dupré. Guanyà la medalla d'or en el concurs de l'Acadèmia de Carrara, guanyà premis també a Florència i fou cavaller de l'Orde de Carles III.

## Obres
- Es presentà a l'Exposició General de Belles Arts del 1878 i a la del 1881, presentant una Verge del Sagrat Cor a la primera, feta amb guix; i una estàtua en marbre titulada El mendigo a la segona.
- Grup escultòric El ángel tutelar
- Estàtua de marbre de Gonzalo Jiménez de Cisneros, conegut com el Cardenal Cisneros pel Palau de l'Antic Senat.
- Retrat de la Reina Victòria conservat al Museu de Bristol.
- Escultura de Nuestra Señora del Olvido per la capella de Carles III a Madrid.
- Estàtua de bronze de Miguel de Cervantes situada a la Plaça Major d'Alcalá de Henares.
- Bust de Miguel de Cervantes de l'últim quart del segle xix, Bust de Francesc Gumà i Ferran i Bust de Víctor Balaguer conservats a la Biblioteca Museu Víctor Balaguer.[3]